# Јанета Хусарова
Јанета Хусарова (слч. Janette Husárová; 4. јун 1974) је словачка тенисерка. У појединачној конкуренцији достигла је 31. место и освојила четири ИТФ турнира, али ниједан организован од стране Женске тениске асоцијације. Далеко боље резултате постигла је у конкуренцији парова, у којој је заузимала треће место на ВТА листи. Издвајају се финале Отвореног првенства Америке и освојен ВТА шампионат 2002, у пару са Јеленом Дементјевом. Хусарова је 2002. заједно са тимом Словачке освојила Фед куп, а такође држи рекорд словачког тима као тенисерка која је наступила у највише окршаја — 22.
Тренутно наступа само у паровима. У каријери је однела победе над тенисеркама као што су Данијела Хантухова, Руксандра Драгомир и Флавија Пенета. Тренутно заузима 175. место на ВТА листи најбољих тенисерки света у паровима.

## Приватни живот
Јанета Хусарова рођена је 4. јуна 1974. као кћерка Јозефа и Ане Хусарове. Има млађег брата Мирослава. Тенис је почела да игра са девет година, омиљена подлога јој је шљака, а ударац форхенд. 1992. године је достигла полуфинале Отвореног првенства Француске у конкуренцији парова. Тренутно нема сталног тренера, док јој је кондициони тренер Рафаеле Тенди. Поред тениса, воли спортове као што су фудбал и хокеј на леду, а највише воли да посети Словачку и Бразил. Хусарова је добра пријатељица са тенисеркама Јеленом Дементјевом, Татјаном Гарбин и Кончитом Мартинез, са којима је једно време играла у конкуренцији парова.

## Статистике у каријери

### Гренд слем финала у паровима (1)
| Исход | Година | Турнир                 | Подлога | Партнерка         | Противнице                           | Резултат |
| Пораз | 2002   | Отворено првенство САД | Тврда   | Јелена Дементјева | Вирхинија Руано Паскуал Паола Суарез | 2–6, 1–6 |

### Финала ВТА шампионата у паровима (1)
| Исход  | Година | Место одржавања | Подлога | Партнерка         | Противнице                 | Резултат      |
| Победа | 2002   | Лос Анђелес     | Тепих   | Јелена Дементјева | Кара Блек Јелена Лиховцева | 4–6, 6–4, 6–3 |

### ВТА финала у паровима (38)
| Легенда: До 2009.              | Легенда: Од 2009.     |
| ------------------------------ | --------------------- |
| Гренд слем (0/1)               |                       |
| Завршна првенства сезоне (1/0) |                       |
| категорија (3/4)               | Обавезни Премијер (0) |
| категорија (4/5)               | Премијер 5 (0)        |
| категорија (5/0)               | Премијер (0)          |
| и категорија (10/5)            | Међународни (0)       |

| Исход  | #   | Датум    | Турнир          | Подлога | Партнерка             | Противнице                                  | Резултат          |
| Победа | 1.  | 21-07-96 | Палермо         | Шљака   | Барбара Шет           | Флоренсија Лабат Барбара Ритнер             | 6–1, 6–2          |
| Победа | 2.  | 11-08-96 | Марија Ланковиц | Шљака   | Наталија Медведева    | Ленка Ценкова Катарина Сискова              | 6–4, 7–5          |
| Победа | 3.  | 05-01-97 | Окланд          | Тврда   | Доминик Ван Рост      | Александра Олша Елена Вагнер                | 6–2, 6–7, 6–3     |
| Пораз  | 1.  | 10-01-98 | Окланд          | Тврда   | Жули Алар-Декуги      | Нана Смит Тамарин Танасугарн                | 6–7, 4–6          |
| Пораз  | 2.  | 10-01-97 | Хобарт          | Тврда   | Жули Алар-Декуги      | Вирхинија Руано Паскуал Паола Суарез        | 6–7, 3–6          |
| Пораз  | 3.  | 09-05-99 | Варшава         | Шљака   | Рита Кутикис          | Каталина Кристеа Ирина Сељутина             | 1–6, 2–6          |
| Пораз  | 4.  | 10-10-99 | Сао Пауло       | Тврда   | Флоренсија Лабат      | Лаура Монталво Паола Суарез                 | 7–6, 5–7, 5–7,    |
| Пораз  | 5.  | 20-02-00 | Сао Пауло       | Тврда   | Флоренсија Лабат      | Лаура Монталво Паола Суарез                 | 7–5, 4–6, 3–6     |
| Победа | 4.  | 14-05-00 | Варшава         | Шљака   | Татјана Гарбин        | Ирода Туљаганова Ана Запорожанова           | 6–3, 6–1          |
| Победа | 5.  | 07-01-01 | Гоулд Коуст     | Тврда   | Ђулија Казони         | Кејти Шлукебир Меган Шонеси                 | 7–6, 7–5          |
| Победа | 6.  | 25-02-01 | Богота          | Шљака   | Татјана Гарбин        | Лаура Монталво Паола Суарез                 | 6–4, 2–6, 6–4     |
| Победа | 7.  | 22-04-01 | Будимпешта      | Шљака   | Татјана Гарбин        | Софија Губаши Драгана Зарић                 | 6–1, 6–3          |
| Победа | 8.  | 15-07-01 | Палермо         | Шљака   | Татјана Гарбин        | М. Х. Мартинез Санчез Анабел Медина Гаригес | 4–6, 6–2, 6–4     |
| Пораз  | 6.  | 10-02-02 | Париз           | Тврда   | Јелена Дементјева     | Натали Деши Мајлен Ту                       | предат меч        |
| Победа | 9.  | 17-02-02 | Доха            | Тврда   | Аранча Санчез Викарио | Александра Фусај Каролин Вис                | 6–3, 6–3          |
| Пораз  | 7.  | 16-03-02 | Индијан Велс    | Тврда   | Јелена Дементјева     | Лиса Рејмонд Рене Стабс                     | 5–7, 0–6          |
| Победа | 10. | 12-05-02 | Берлин          | Шљака   | Јелена Дементјева     | Данијела Хантухова Аранча Санчез Викарио    | 0–6, 7–6, 6–2     |
| Пораз  | 8.  | 28-07-02 | Станфорд        | Тврда   | Кончита Мартинез      | Лиса Рејмонд Рене Стабс                     | 1–6, 1–6          |
| Победа | 11. | 04-08-02 | Сан Дијего      | Тврда   | Јелена Дементјева     | Данијела Хантухова Ај Сугијама              | 6–2, 6–4          |
| Пораз  | 9.  | 24-08-02 | Њу Хејвен       | Тврда   | Татјана Гарбин        | Данијела Хантухова Аранча Санчез Викарио    | 3–6, 6–1, 5–7     |
| Пораз  | 10. | 08-09-02 | Њујорк          | Тврда   | Јелена Дементјева     | Вирхинија Руано Паскуал Паола Суарез        | 2–6, 1–6          |
| Пораз  | 11. | 29-09-02 | Лајпциг         | Тврда   | Јелена Дементјева     | Александра Стивенсон Серена Вилијамс        | 3–6, 6–1, 5–7     |
| Победа | 12. | 06-10-02 | Москва          | Тепих   | Јелена Дементјева     | Јелена Докић Нађа Петрова                   | 2–6, 6–3, 7–6     |
| Победа | 13. | 27-10-02 | Луксембург      | Тврда   | Ким Клајстерс         | Квета Хрдличкова Барбара Ритнер             | 4–6, 6–3, 7–5     |
| Победа | 14. | 11-11-02 | Лос Анђелес     | Тепих   | Јелена Дементјева     | Кара Блек Јелена Лиховцева                  | 4–6, 6–4, 6–3     |
| Пораз  | 12. | 13-04-03 | Чарлстон        | Шљака   | Кончита Мартинез      | Вирхинија Руано Паскуал Паола Суарез        | 0–6, 3–6          |
| Победа | 15. | 28-02-04 | Дубаи           | Тврда   | Кончита Мартинез      | Светлана Кузњецова Јелена Лиховцева         | 6–0, 1–6, 6–3     |
| Пораз  | 13. | 06-03-04 | Доха            | Тврда   | Кончита Мартинез      | Светлана Кузњецова Јелена Лиховцева         | 6(4)–7, 2–6       |
| Победа | 16. | 18-04-04 | Ешторил         | Шљака   | Емануел Гаљарди       | Олга Блахотова Габријела Навратилова        | 6–3, 6–2          |
| Пораз  | 14. | 09-05-04 | Берлин          | Шљака   | Кончита Мартинез      | Нађа Петрова Меган Шонеси                   | 2–6, 6–2, 1–6     |
| Победа | 17. | 31-10-04 | Линц            | Тврда   | Јелена Лиховцева      | Натали Деши Пати Шнидер                     | 6–2, 7–5          |
| Победа | 18. | 06-02-05 | Токио           | Тепих   | Јелена Лиховцева      | Линдси Давенпорт Корина Морарју             | 6–4, 6–3          |
| Победа | 19. | 23-07-06 | Палермо         | Шљака   | Михаела Крајичек      | Аличе Канепа Ђулија Габа                    | 6–0, 6–0          |
| Победа | 20. | 30-07-06 | Будимпешта      | Шљака   | Михаела Крајичек      | Луци Храдецка Рената Ворачова               | 4–6, 6–4, 6–4     |
| Победа | 21. | 06-01-07 | Окланд          | Тврда   | Паола Суарез          | Су-Веј Сје Шика Уберој                      | 6–0, 6–2          |
| Победа | 22. | 30-09-07 | Луксембург      | Тврда   | Ивета Бенешова        | Викторија Азаренка Шахар Пер                | 6–4, 6–2          |
| Пораз  | 15. | 18-05-08 | Рим             | Шљака   | Ивета Бенешова        | Џан Јунгжан Џуанг Ђажунг                    | 6(5)–7, 3–6       |
| Победа | 23. | 13-07-08 | Будимпешта      | Шљака   | Ализе Корне           | Ванеса Хенке Јоана Ралука Олару             | 6-7(5), 6-1, 10-6 |

### Фед куп финала (1)
| Исход  | Година | Место одржавања | Подлога | Победнице                                                        | Финалисткиње                                                               | Резултат |
| Победа | 2002   | Гран Канарија   | Тврда   | Хенријета Нађова Мартина Суха Данијела Хантухова Јанета Хусарова | Кончита Мартинез Вирхинија Руано Паскуал Аранча Санчез Викарио Магви Серна | 3:1      |